# Silent breeze
Silent breeze is een instrumentaal nummer van The Cats dat in 1983 werd uitgebracht op de B-kant van Stay in my life, de eerste single nadat The Cats met La diligence voor de tweede maal hun comeback hadden gemaakt. Silent breeze werd aanvankelijk niet op een album uitgebracht, maar verscheen later wel op het verzamelalbum The Cats 100.
Het Instrumentale nummer werd geschreven door Cees Veerman, Piet Veerman, Jaap Schilder, Theo Klouwer en Marnec. Ondanks dat Klouwer in verhouding tot de andere Cats maar weinig nummers heeft voortbracht, kwamen ze wel alle vier op een single terecht (in alle gevallen op de B-kant). Er is slechts een geval waarin ook vier Cats-leden samen een nummer schreven, namelijk een jaar later bij Classical waves.
The Cats produceerden de single samen met Erik van der Wurff in eigen beheer en lieten de distributie over aan Boni Records.
The Shakin' Arrows zetten in 1992 een cover van Silent breeze op hun elpee Highlights.